# ويل ميريك
ويل ميريك (بالإنجليزية: Will Merrick)‏ هو ممثل بريطاني، ولد في 9 أبريل 1993 في المملكة المتحدة.

## أعمال

### أفلام
- (2013) عن الوقت[4]

## وصلات خارجية
- ويل ميريك على موقع IMDb (الإنجليزية)
- ويل ميريك على موقع ألو سيني (الفرنسية)
- ويل ميريك على موقع أول موفي (الإنجليزية)
- ويل ميريك على موقع قاعدة بيانات الفيلم (الإنجليزية)
- ويل ميريك على موقع كينوبويسك (الروسية)